# Bodemnetwants
De bodemnetwants (Kalama tricornis) is een wants behorend tot de familie Tingidae. Hij komt voor op droge grazige vegetaties tussen lage vegetatie en op de bodem. 

## Kenmerken
De beestjes zijn 2,8 tot 3,5 millimeter lang. Net als de soort van het geslacht Dictyonota, heeft Kalama tricornis twee rijen cellen in het netwerk aan de zijrand van de hemi-elytra en antennes van gelijke dikte, waarbij het derde segment even dik of dikker is dan het vierde. De voelsprieten van Kalama tricornis zijn helemaal zwart en hebben lange haren. Ze missen lange uitsteeksels nabij de ogen vanaf het hoofd. De verbeeldingen zijn altijd volledig gevleugeld (macropteer).

## Levenswijze
De dieren leven in het strooisel tussen mos en korstmos. Slechts zelden klimmen de imago planten bij hoge temperaturen. De nimfen van de soort leven vermoedelijk voornamelijk in de grond, aangezien, in tegenstelling tot de imago's, alleen oudere nimfen, of helemaal niet, kunnen worden gevangen met grondvallen. Er zijn vermoedens dat de soort verwant is aan mieren, maar details zijn niet bekend. Het is grotendeels onbekend welke voedselplanten door de soort worden gebruikt. In de literatuur worden veel verschillende soorten genoemd en er wordt gezegd dat ze voornamelijk op de muizenoor (Hieracium pilosella) leven, maar tot nu toe zijn er geen ovipositie of zuignimfen waargenomen op deze planten. Ook studies met bodemvallen lieten geen bijzonder belang zien als voedselgewas. Hoe de ontwikkeling werkt, is nog niet onderzocht. In warme zandgebieden in het Rhein-Main-Gebied kunnen zich waarschijnlijk twee generaties per jaar ontwikkelen, waarvan één in juni en één in september. Vondsten van oudere nimfen in mei en augustus hangen hiermee samen. In Noord-Duitsland zijn er ook twee activiteitspieken, in juli en oktober, wat suggereert dat de volwassen dieren overwinteren.

## Verspreiding
De soort is de enige van zijn geslacht met een Holarctische verspreiding, met een verspreiding van Noord-Afrika via Europa, het Midden-Oosten, China, Oost-Siberië en Noord-Amerika. In Midden-Europa is hij wijdverspreid en niet zeldzaam en kan hij ook plaatselijk voorkomen. In de Alpen stijgt het slechts af en toe boven de 1500 meter boven de zeespiegel. Het is wijdverbreid in het Verenigd Koninkrijk. 
In Nederland komt voor in de zuidelijke helft (vrij algemeen) en op de waddeneilanden (zeldzaam). Hij komt voor in de periode mei tot oktober.